# 關守箴
關守箴（？—17世紀），字憬吾，河南歸德府夏邑縣人，明朝、南明政治人物。

## 生平
關守箴是萬曆二十五年（1597年）河南鄉試舉人，到萬曆二十九年（1601年）成進士，獲授安平知縣，當地地小貧瘠，他留心撫養；之後調任襄陽，在職期間整治地方奸惡，顧念百姓疾苦，被人民稱頌為「神君」；以往賦稅無法可循，他採用一條鞭法收稅。因為忤逆上級，被貶為冀州判官，升寧國推官，為政莊嚴持重。歷任都察院經歷、南京刑部員外郎，在刑部期間有富家子弟殺人，已經判刑，但他的家人找來大人物干涉，他五次駁問審訊也不改變判刑。後來他陞為長沙知府，轉為上江防兵備道僉事，修建岳陽樓；又曾任職河西、商雒、靖遠、莊浪道的副使，分配部伍，嚴格防守，搜捕堡壘，邊關官員都樂意為他效勞，三年內沒有警報。任兵備十五年，終於上表回鄉。服闋後，起用關守箴為廣西左布政使，南京失陷後回鄉直到去世。

## 引用
1. 1 2  錢海岳《南明史·卷三十五·列傳第十一》：關守箴，字憬吾，夏邑人。萬曆二十九年進士。授安平知縣，地小而瘠，留心撫字。調襄陽，釐奸恤隱，頌曰神君。故賦無成法，乃條鞭法上之。忤上官，謫冀州判官，移寧國推官，簡重得政。
2. ↑  民國《夏邑縣志·卷八·選舉表》：（萬曆）二十五年丁酉（舉人） 關守箴詳進士
3. ↑  錢海岳《南明史·卷三十五·列傳第十一》：歷都察經歷、南京刑部員外郎。在刑部日，有殺人應抵者，援之成獄，囚為富家兒，干鉅公，牘接踵至，畧不省，以罪狀上。司寇已私允囚請，凡五駮審而案不改。陞長沙知府，轉上江防僉事，修岳陽樓。歷河西、商雒、靖遠、莊浪副使，分部伍，嚴戍守，緝亭障，邊庭將吏樂為效使，三年秋防無警。任兵憲十五年，迭求終養歸。服闋，起廣西左布政使。南京亡，歸卒。